# Centrala och västra Hongkong
Centrala och västra Hongkong (traditionell kinesiska: 中西區) är ett av Hongkongs 18 administrativa distrikt. Distriktet är en del av huvudområdet Hongkongön.
Bank of China Tower, som är en av världens högsta byggnader, ligger i området. 
Centrala och västra Hongkong har 261 884 invånare på en yta av 12km². 